# 행선안내판

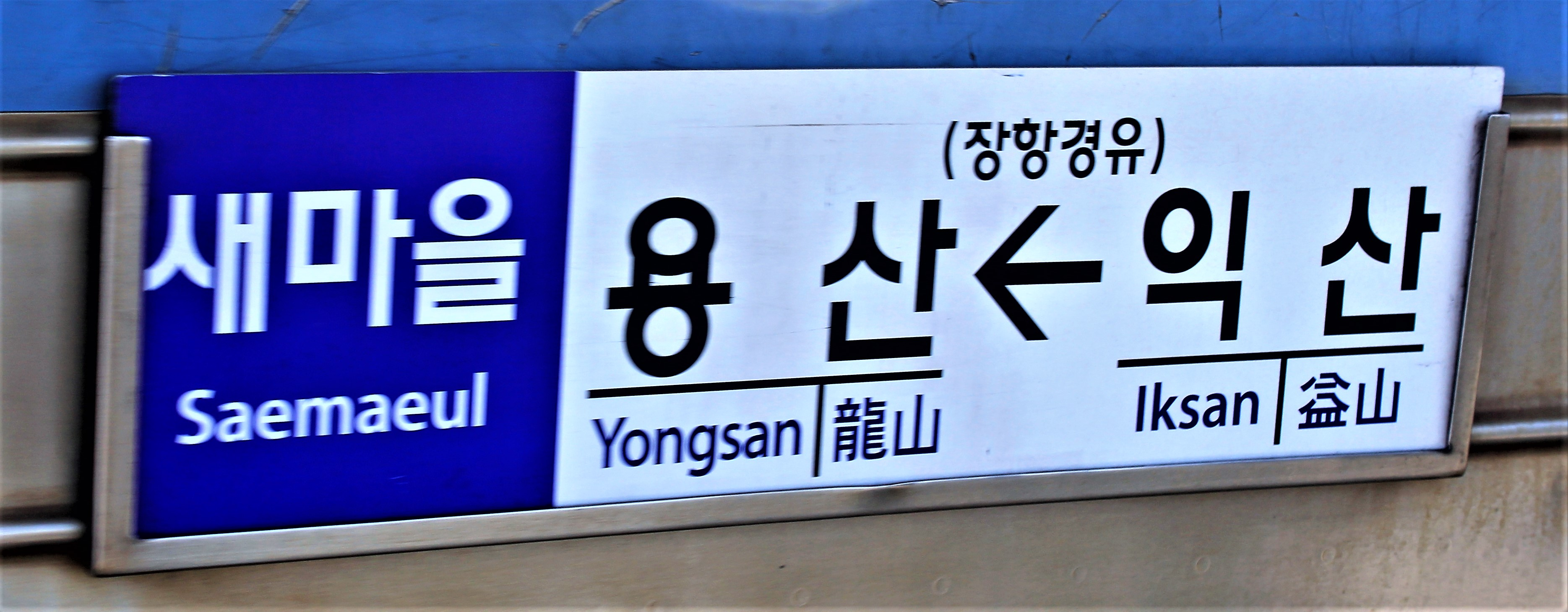
한국철도 새마을호의 행선판

행선안내기(行先案內機), 행선안내판(行先案內板)은 대중교통에서의 행선을 알려주는 기기로, 행선판이나 롤지, LED 행선판 등을 뜻한다. 기본적으로 행선안내기는 운행되는 여객차량의 외부 등에 설치되지만, 시간표 등의 도입으로 역에 있는 벽들에 설치되는 경우도 있다.

## 역사

### 대한민국의 행선판
행선판에 대해 기록된 문서는 찾기가 어려우나, 과거의 경우 열차의 이름을 기반으로 행선지를 소개하였다. 과거 대한민국에서는 서울과 부산을 오가는 열차에 조선해방자호, 재건호 등의 이름을 붙여 행선지를 구별했다. 이들 열차의 호(號)는 열차의 기관차 등에 붙어 어떤 열차인지 알 수 있게 설계되었다. 이후 한 열차가 여러 지역에서 운행하는 등 변화를 보이자 비둘기호, 새마을호 등을 통해 행선판에서 행선지와 열차 종별을 소개하는 형태로 행선판도 변화하였다.
버스와 전차에서는 1950년대 이후 행선판을 찾을 수 있게 되었다. 1930년대 운행된 부영버스의 경우 노선이 한정적이어 행선지를 소개하지 않았는데, 버스 노선과 전차노선이 다양해지면서 시내버스와 전차에서 고정배차되는 차량에 행선지를 각인한 것이 행선판의 기초가 되었다. 운행 횟수가 적어 고정배차가 되지 않는 지역에서는 개별 행선지를 꽂을 수 있는 행선판을 이용했는데, 농어촌버스에서는 현재도 이러한 개별 행선판을 통해 행선지를 표기하고 있다.
2000년대 이후 LED 행선판이 만들어져 2004년 KTX와 서울특별시 시내버스에서 먼저 LED 행선판이 도입되었다. 현재는 시인성이 좋고 노선을 바꾸기 좋아 많은 지역에서 서비스되고 있다.

### 각 노선별 행선판
한국철도공사는 2005년까지 전동차 행선판에 필름 롤지를 사용하다가, 2006년 LED로 교체하였다. 1호선의 경우 2003년 병점 연장 이전까지 쓰였던 롤지에는 매큔-라이샤워 표기법이 적용되었고 당시 구로-안산 계통으로 운영하던 열차로 인한 안산선 구간 역 일부가 포함되어 있었다. 또한 급행 열차 역시 병점 연장 이전까지는 '직통'이라는 표현으로 쓰였다. 2003년 4월 병점 연장 이후 전면적으로 롤리를 개정하여 로마자 표기법으로 영문 표기를 변경하였고, 병점역이 행선판에 추가되었으며 구로-안산 계통 폐지로 인해 안산선 구간 역들을 표기한 롤지가 제거되었다. 이 후 이 상태로 2005년까지 쓰이다가, 2006년 불연재 개조 완료와 함께 LED 행선판으로 변경, 현재까지 이어져오고 있다.
서울교통공사는 2000년대까지 필름 롤지를 사용하였으나, 2010년대에 들어서며 점차 LED로 교체하였고 2022년 현재 기준으로는 차량 416, 461편성만 롤지 필름을 사용하고 있다. 1호선의 경우 2005년 새롭게 롤지 필름을 수정해 로마자 표기법을 도입했고 병점행, 2005년 연장개통된 동묘앞역 롤지가 추가되었으며 한국철도공사와 마찬가지로 '직통' 표기를 '급행'으로 바꿨다. 2호선의 경우 2010년대까지 필름 롤지를 사용했는데, 2001년 '순환'의 영어 명을 'Circulation'에서 'Circle Line'으로 바꿨다. 또한 2002년 하반기부터 순환선을 외선순환과 내선순환으로 분리시킨 톨지를 적용하기 시작해 2005년까지 순차적으로 교체되었다. 3호선은 2010년 9월까지 톨지를 사용하였으며, 4호선은 2022년 현재 휴차 중인 416, 461편성에는 여전히 톨지를 사용하고 있으며 나머지 차량의 경우 전부 LED로 교체되었다.
부산지하철 1호선 역시 2005년까지 톨지를 사용하다가 LED 행선판으로 교체하였으며, 나머지 부산 2호선, 3호선, 4호선, 김해경전철, 동해선 광역철도는 개통 초기부터 LED 행선판으로 전량 제작되었다. 대구 도시철도, 대전 도시철도, 광주 도시철도 등 기타 지방의 지하철도 개통 초기부터 LED 행선판으로 차량을 제작, 운영해오고 있다.

## 종류
행선안내기에는 행선판, 롤지, LED 전광판 등의 종류가 있다.
행선판은 아크릴, 철, 종이 따위의 단단한 물건으로 만든 판으로 운영지역에서의 공용어로 대중교통 수단의 목적지나 출발지를 알려주며, 부가적으로 영어 등 제3국의 언어를 기입하거나 인쇄한 것을 말한다. LED 행선판은 아크릴, 철, 종이 따위의 단단한 물건으로 만든 판이나 발광 다이오드를 활용한 전자기판으로, LED 스크린을 통해 정보를 전달한다. 롤지는 길게 말아 놓은 형태의 행선지가 쓰인 필름을 기계 등으로 돌려 작동하는 자동 행선 안내기이다. (이름과 달리 내구성의 문제로 종이에 행선지를 인쇄하여 사용하지는 않는다.)
2000년대에 들어서부터는 행선판과 롤지는 점차 사라지는 중이며 LED 전광판으로 대체되는 중이다. 2021년 모든 전동차의 행선롤지가 LED로 교체되면서 롤지 행선지는 역사속으로 사라졌다.

### 행선기
역 구내에 설치된 행선안내기 역시 2000년대 이후에는 대부분이 LED로 교체되어 운영중이다. LED가 도입되기 이전에는 플랩식 행선판을 사용하였다.
한국철도공사의 경우 철도청 시절인 1990년대 중반 1,3,4호선 역사에 설치된 행선안내기를 전부 LED기로 교체 적용하였다. 그러나 용산역에는 2003년 민자역사 개업 이전까지 플랩식 행선기가 사용되었고, 이는 한국철도공사 관할 지하철 역 중 가장 마지막까지 플랩식 행선기가 쓰인 사례였다. 2003년 말 민자역사가 개장하면서 플랩식 행선기는 철거되었다.
서울교통공사의 경우 철도청과 마찬가지로 1990년대 중반 1,3,4호선 역사에 설치된 행선안내기를 전부 LED기로 교체했으나, 2호선은 2010년까지 신답역을 제외한 모든 역에서 플랩식 행선기를 사용하였다. 이는 2호선이 가진 순환선의 특성상 노선 연장등의 가능성이 없어 교체의 필요성을 느끼지 못했다는 주장이 있으며, 또 다른 견해로는 2000년대 중반 플랩식 행선기를 철거하고 LED 행선기로 교체하기 위해 실제로 신답역의 경우 개통 당시 LED 행선기를 시험 적용하였으나, 이 후 업체와의 계약에 문제가 생기면서 계획이 파토나고 결국 플랩식 행선기를 사용했다는 주장도 있다. 2010년 정식으로 업체와 계약을 맺고 LED 행선기를 도입해 서울지하철에서 플랩식 행선기는 2010년을 끝으로 전부 철거되었다. 부산 도시철도, 대구 도시철도, 대전 도시철도, 광주 도시철도는 개통 초반부터 전부 LED 행선기를 설치해서 운영했다.
철도역사의 경우 KTX 개통 이전인 2000년대 초반까지는 상당수의 역사에서 플랩식 행선기가 운영되었다. 대표적인 역으로는 용산역, 대구역, 수원역, 광주역, 부산역과 경춘선, 중앙선의 역사에서 플랩식 행선기가 사용되었다. 이 후 KTX 개통을 앞두고 대대적인 역사 리모델링 공사가 시작되며 플랩식 행선기는 대부분 철거되어 코레일 LED 행선기로 대부분 교체되었다. 위에서 언급된 부산역, 대구역, 수원역, 용산역, 광주역은 KTX 개통을 앞두고 역사를 신축 혹은 리모델링하면서 전부 플랩식 행선기를 철거하였다. 마지막까지 플랩식 행선기를 운영했던 역사는 청량리역으로, 2010년 민자역사 완공 이전까지 플랩식 행선기가 사용되었다.